# Lissonota extrema
Lissonota extrema là một loài tò vò trong họ Ichneumonidae.